# Albrecht Altdorfer
Albrecht Altdorfer (født cirka 1480 nær Regensburg, død 12. februar 1538 i Regensburg) var en tysk kobberstikker, maler og bygmester. 
Under indflydelse af Albrecht Dürer blev han en af sin tids betydeligste og mest ansete kobberstikkere og medvirkede bl.a. til udsmykningen af kejser Maximilians bønnebog. Altdorfer har haft stor betydning for landskabsmaleriets udvikling. Han var den første, som fremstillede landskabet for dets egen skyld, uden staffage. Lysspillet, luftperspektivet og arkitekturmotiverne er de vigtigste elementer i de ofte nokså fantastiske landskaber. Selv i de religiøse motiver var landskabet ofte det væsentlige. Hans hovedværk er Alexanderslaget (1529, Alte Pinakothek, München).
- Sebastiansalter, 1509-1518.
- Kristi korsfæstelse, 1526.
- Alexanderslaget, 1529.
- Kvindeportræt, 1525-1530.